# لين كومبتون
لين كومبتون (بالإنجليزية: Lynn Compton) هو قاضي وضابط شرطة ومحامي أمريكي، ولد في 31 ديسمبر 1921 في لوس أنجلوس في الولايات المتحدة، وتوفي في 25 فبراير 2012 في بورلينجتون في الولايات المتحدة بسبب نوبة قلبية.